# Haywardina bimaculata
Haywardina bimaculata är en tvåvingeart som beskrevs av Allen L.Norrbom 1994. Haywardina bimaculata ingår i släktet Haywardina och familjen borrflugor. Inga underarter finns listade i Catalogue of Life.